# 張湛 (北魏)
張湛（?—?），字子然，一字仲玄，敦煌郡淵泉縣人，五胡十六國至北魏時代人物。為曹魏戊己校尉張恭九世孫。

## 生平
張湛是西涼酒泉郡太守張顯的兒子，愛好學問，對自己的文章很有自信，弱冠時就在涼州廣為人知。早年在北涼的沮渠蒙遜門下工作，歷任黄門侍郎、兵部尚書等職。當北魏的太武帝平定涼州之後，五十多歲的張湛進入平城，接受了南浦男的爵位，上軍銜為寧遠將軍。與時任司徒的崔浩見面後，跟著像是宗欽、段承根等黄河西边的俊才們一起受到禮遇。
張湛家貧、為官清廉又不貪污，上層長官崔浩還經常供應一些衣食給張湛。崔浩又推舉張湛擔任中書侍郎，但張湛仍堅固固辭退。毎年，崔浩所作的詩與頌都有贈給張湛，崔浩都會收到返回的句子。當崔浩被處刑時，張湛唯恐受到連座處分，將全部的詩文都捨棄燒掉了。

## 延伸阅读
[在维基数据编辑]
 《魏書·卷52》，出自魏收《魏书》
 《北史·卷034》，出自李延壽《北史》